# (20496) Jeník
(20496) Jeník, désignation internationale (20496) Jenik, est un astéroïde de la ceinture principale.

## Description
(20496) Jenik est un astéroïde de la ceinture principale. Il fut découvert le 22 août 1999 à l'Observatoire d'Ondřejov par Lenka Šarounová. Il présente une orbite caractérisée par un demi-grand axe de 3,04 UA, une excentricité de 0,18 et une inclinaison de 13,3° par rapport à l'écliptique.
L'astéroïde est nommé d'après le surnom du personnage principal du ténor dans l'opéra La Fiancée vendue de Smetana.

## Compléments